# Breeders Crown Open Pace
| 2YO Filly Pace |  | 2YO Colt & Gelding Pace |  | 3YO Filly Pace |  | 3YO Colt & Gelding Pace |  | Open Mare Pace |  | Open Pace |

Breeders Crown Open Pace är ett årligt passgångslopp i Breeders Crown-serien för 4-åriga och äldre varmblodiga travhästar. Loppet är ett sprinterlopp över 1609 meter och körs på olika travbanor i USA och Kanada, sedan premiären 1985. Förstapris är 250 000 amerikanska dollar. 2010 blev Pocono Downs den första banan som körde alla 12 lopp i travserien under en och samma kväll.

## Segrare
| År   | Häst              | Kusk            | Tränare            | Tid    |
| ---- | ----------------- | --------------- | ------------------ | ------ |
| 2022 | Bulldog Hanover   | Dexter Dunn     | John Darling       | 1:46.4 |
| 2021 | Ocean Rock        | Dan Noble       | Christi Noble      | 1:48.3 |
| 2020 | Century Farroh    | David Miller    | Ian Moore          | 1:49.0 |
| 2019 | American History  | Joe Bongiorno   | Tony Alagna        | 1:48.3 |
| 2018 | Mcwicked          | Brian Sears     | Casie Coleman      | 1:49.3 |
| 2017 | Split The House   | Brett Miller    | Chris Oakes        | 1:48.1 |
| 2016 | Always B Miki     | David Miller    | Jimmy Takter       | 1:49.0 |
| 2015 | Always B Miki     | David Miller    | Jimmy Takter       | 1:49.3 |
| 2014 | Thinking Out Loud | John Campbell   | Robert McIntosh    | 1:48.3 |
| 2013 | Foiled Again      | Yannick Gingras | Ron Burke          | 1:49.2 |
| 2012 | Bettor Sweet      | David Miller    | Thomas Cancelliere | 1:49.1 |
| 2011 | Bettor Sweet      | John Campbell   | Thomas Cancelliere | 1:48.4 |
| 2010 | Won The West      | David Miller    | Ron Burke          | 1:49.0 |
| 2009 | Won The West      | Jim Morrill J:r | Ron Burke          | 1:47.0 |
| 2008 | Mister Big        | Brian Sears     | Virgil Morgan J:r  | 1:50.0 |
| 2007 | Artistic Fella    | Tim Tetrick     | Steve Elliott      | 1:49.2 |
| 2006 | Lis Mara          | Brian Sears     | Erv Miller         | 1:47.3 |
| 2005 | Boulder Creek     | Brian Sears     | Mark Silva         | 1:49.1 |
| 2004 | Boulder Creek     | Ron Pierce      | Mark Silva         | 1:48.1 |
| 2003 | Art Major         | John Campbell   | William Robinson   | 1:49.4 |
| 2002 | Real Desire       | John Campbell   | Blair Burgess      | 1:48.3 |
| 2001 | Goliath Bayama    | Sylvain Filion  | Yves Filion        | 1:48.4 |
| 2000 | Western Ideal     | Mike Lachance   | Brett Pelling      | 1:48.0 |
| 1999 | Red Bow Tie       | Luc Ouellette   | Monte Gelrod       | 1:50.0 |
| 1998 | Red Bow Tie       | Luc Ouellette   | Monte Gelrod       | 1:50.1 |
| 1997 | Armbro Operative  | Mike Lachance   | Brett Pelling      | 1:50.3 |
| 1996 | Jenna’s Beach Boy | Bill Fahy       | Joe Holloway       | 1:48.4 |
| 1995 | That’ll Be Me     | Roger Mayotte   | Robert Young       | 1:52.4 |
| 1994 | Village Jiffy     | Paul MacDonnell | Bill Wellwood      | 1:52.2 |
| 1993 | Staying Together  | Bill O’Donnell  | Robert McIntosh    | 1:51.1 |
| 1992 | Artsplace         | John Campbell   | Robert McIntosh    | 1:52.0 |
| 1991 | Camluck           | Mike Lachance   | Robert McIntosh    | 1:52.1 |
| 1990 | Bays Fella        | Paul MacDonnell | Mike DeMenno       | 1:52.1 |
| 1989 | Matt’s Scooter    | Mike Lachance   | Harry Poulton      | 1:53.2 |
| 1988 | Call For Rain     | Clint Galbraith | Clint Galbraith    | 1:53.2 |
| 1987 | Armbro Emerson    | Walter Whelan   | Brian Burton       | 1:54.1 |
| 1986 | Forrest Skipper   | Lucien Fontaine | Lucien Fontaine    | 1:53.4 |
| 1985 | Division Street   | Mike Lachance   | Vinnie Aurigemma   | 1:52.3 |